# Cooper Islands

Karte vom Nordosten von Attu

Die Cooper Islands sind eine kleine Inselgruppe in der Mündung des Chicago Harbor auf der Nordost-Seite von Attu, der größten Insel der Near Islands in den Aleuten. Die Inseln wurden im Juli 1855 bei der North Pacific Surveying Expedition von Lt. William Gibson, USN,  nach dem Schoner USS Fenimore Cooper benannt.
Koordinaten: 52° 56′ 50″ N, 173° 15′ 10″ O